# César Cavallin
César Cavallin est un architecte français (ou italien) du XXe siècle.

## Biographie
César Cavallin est actif à Cannes, Antibes et Sainte-Maxime dans la première moitié et les premières années de la deuxième moitié du XXe siècle. 

## Œuvre
L'œuvre de César Cavallin, de caractère éclectique à tendance Art déco et moderniste est connue par son inscription à l'inventaire général du patrimoine culturel au titre du recensement du patrimoine balnéaire de Cannes et de la région Provence-Alpes-Côte d'Azur.

### À Cannes
À Cannes, il construit, en 1928, l'hôtel Mondial au 77 rue d'Antibes, entre la rue d'Allieis et la rue Teisseire,. En 1929, il construit, au 19 boulevard Alexandre-III, pour l'artiste-peintre Georges Capron (1884-1962), ami de Francis Picabia et de Pablo Picasso et neveu de l'ancien maire de Cannes, André Capron,, la Galerie Alexandre III, devenue depuis le théâtre municipal de Cannes - Théâtre Alexandre III. 
L'année suivante, toujours pour Georges Capron, il construit, au 6 avenue Notre-Dame-des-Pins, adossé au nord de la galerie, l'immeuble de la villa Canteraine,. Toujours en 1930 et pour Georges Capron, il construit l'immeuble, détruit, des 11 boulevard Alexandre-III et 2 avenue Notre-Dame-des-Pins. En 1932, il procède à l'agrandissement de l'église Notre-Dame-des-Pins construite en 1865 par Laurent Vianay au 28 boulevard Alexandre-III.
En 1935, il construit, à l'emplacement de l'auberge du Cheval Rouge au 9-11 rue Meynadier, l'immeuble de l'ancienne boucherie-charcuterie La Cannoise,,. En 1942, il dessine le projet, non réalisé, d'une ferme néo-provençale destinée à compléter le lotissement de la villa Isola Serena, avenue de Fiesole. En 1946, il transforme en immeuble d'appartements l'hôtel du Pavillon, converti en résidence, au 113 rue Georges-Clemenceau. 
En 1948, il organise la villa L'Abri construite en 1910 au 55 avenue du Petit-Juas en deux habitations indépendantes. En 1950, il agrandit la villa Lutetia, construite au 6 rue Docteur-Calmette par Charles Baron en 1873, pour la transformer en une clinique désormais disparue. En 1957, il construit, 39 boulevard Carnot, le Palais Amilcar, immeuble de six étages de logements, activités et commerces. En 1961, il dessine le projet, non réalisé, de lotissement du parc de la villa Millaïa, au 83 avenue Jean-de-Lattre-de-Tassigny, remplacée depuis par l'immeuble de la résidence Beau Réveil. En 1964, il construit l'immeuble résolument moderniste de la Résidence Oxford, 7 rue Milton.

### À Antibes
Dans le même temps César Cavallin est également actif à Antibes-Juan-les-Pins où il construit l'hôtel Belles Rives, 33 boulevard Édouard-Baudouin, en 1929 et le Palais Beau Rivage, 1 avenue Alexandre-III et avenue Guy-de-Maupassant, en 1935. 
En 1937, il construit, au lieu-dit Pas du Diable au Cap d'Antibes, la villa La Calade, sur l'emplacement de la villa du Logis Divin que Maurice Yvain avait fait construire, et dont il aménage également le jardin d'agrément. 
Il dessine, la même année, le projet de la villa de Sportifs, prévue au 1342 chemin de la Garoupe et non réalisée. Toujours en 1937 et au Cap d'Antibes, il construit, avenue Félix-Bessy, la villa La Brigantine et en 1939, la villa La Passerelle, 8 chemin du Tamisier.

### À Sainte-Maxime
On trouve encore la signature de César Cavallin en 1963, à la reprise après la Seconde Guerre mondiale de l'urbanisation de la station de villégiature de Sainte-Maxime.